# Phellodendrina
Phellodendrine es un alcaloide aislado originalmente de Phellodendron amurense (Rutaceae).